# 1998년 한국프로야구 신인 드래프트
1998년 한국프로야구 신인선수 지명회의는 지역 연고를 바탕으로 한 '1차 지명'과 지역 연고 내의 고졸 선수를 지명하는 '고졸우선지명', 지역 연고에 상관없이 지명하는 '2차 지명'으로 이루어져 있다.

## 1차 지명
- 구단 순서는 A~Z, 가나다 순.

| 구단            | 성명   | 출신학교                  | 포지션 | 투타     | 비고                                                                                       |
| --------------- | ------ | ------------------------- | ------ | -------- | ------------------------------------------------------------------------------------------ |
| LG 트윈스       | 조인성 | 신일고등학교 - 연세대학교 | 포수   | 우투우타 |                                                                                            |
| OB 베어스       | 김동주 | 배명고등학교 - 고려대학교 | 내야수 | 우투우타 |                                                                                            |
| 롯데 자이언츠   | 임경완 | 경남고등학교 - 인하대학교 | 투수   | 우투우타 |                                                                                            |
| 삼성 라이온즈   | 강동우 | 경북고등학교 -단국대학교  | 외야수 | 좌투좌타 |                                                                                            |
| 쌍방울 레이더스 | 조진호 | 전주고등학교 - 원광대학교 | 투수   | 우투우타 | 1998년 보스턴 레드삭스 입단 SK 와이번스 인계 2003년 SK 와이번스 입단                       |
| 한화 이글스     | 김민규 | 북일고등학교              | 투수   | 우투좌타 | 연세대학교 진학 2002년 입단                                                                |
| 해태 타이거즈   | 최희섭 | 광주제일고등학교          | 내야수 | 좌투좌타 | 고려대학교 진학 후 중퇴 2002년 시카고 컵스 입단 KIA 타이거즈 인계 2007년 KIA 타이거즈 입단 |
| 현대 유니콘스   | 고호봉 | 부천고등학교-원광대학교   | 투수   | 우투우타 |                                                                                            |

※서울 지역 1차 지명 우선권은 OB 베어스에 있었음.

## 고졸우선지명
- 구단 순서는 A~Z, 가나다 순.

※이름에 가로줄이 그어진 것은 구단이 해당 선수에 대한 지명권을 포기했음을 의미함.
| 구단            | 성명   | 출신학교             | 포지션 | 비고                                                                            |
| --------------- | ------ | -------------------- | ------ | ------------------------------------------------------------------------------- |
| LG 트윈스       | 정현택 | 배명고등학교         | 외야수 |                                                                                 |
| LG 트윈스       | 박용택 | 휘문고등학교         | 외야수 | 고려대학교 진학                                                                 |
| LG 트윈스       | 안치용 | 신일고등학교         | 외야수 | 연세대학교 진학                                                                 |
| OB 베어스       | 이경수 | 배명고등학교         | 투수   |                                                                                 |
| OB 베어스       | 유재웅 | 휘문고등학교         | 외야수 | 건국대학교 진학                                                                 |
| OB 베어스       | 윤상무 | 배재고등학교         | 내야수 |                                                                                 |
| 롯데 자이언츠   | 김진수 | 경남고등학교         | 포수   |                                                                                 |
| 롯데 자이언츠   | 김정열 | 마산고등학교         | 투수   |                                                                                 |
| 롯데 자이언츠   | 이승학 | 부산공업고등학교     | 투수   | 단국대학교 진학 2002년 필라델피아 필리스 입단 2007년 두산 베어스 입단           |
| 삼성 라이온즈   | 김진웅 | 대구고등학교         | 투수   |                                                                                 |
| 삼성 라이온즈   | 김일엽 | 경북고등학교         | 투수   | 단국대학교 진학 후 중퇴 2001년 필라델피아 필리스 입단 2007년 롯데 자이언츠 입단 |
| 삼성 라이온즈   | 이준민 | 대구상업고등학교     | 포수   | 중앙대학교 진학                                                                 |
| 쌍방울 레이더스 | 윤형국 | 전주고등학교         | 내야수 | SK 와이번스 인계 인하대학교 진학                                                |
| 쌍방울 레이더스 | 문광민 | 군산상업고등학교     | 투수   | 건국대학교 진학 후 지명권 포기 및 소멸                                          |
| 쌍방울 레이더스 | 임진성 | 전주고등학교         | 포수   | 지명 후 지명권 포기 및 소멸                                                     |
| 한화 이글스     | 조현수 | 북일고등학교         | 외야수 | 경희대학교 진학                                                                 |
| 한화 이글스     | 임광규 | 청주기계공업고등학교 | 외야수 |                                                                                 |
| 한화 이글스     | 김재현 | 대전고등학교         | 투수   |                                                                                 |
| 해태 타이거즈   | 김정진 | 광주진흥고등학교     | 투수   | 한양대학교 진학                                                                 |
| 해태 타이거즈   | 강철민 | 효천고등학교         | 투수   | KIA 타이거즈 인계 한양대학교 진학                                               |
| 해태 타이거즈   | 이현곤 | 광주제일고등학교     | 내야수 | 연세대학교 진학                                                                 |
| 현대 유니콘스   | 김수경 | 인천고등학교         | 투수   |                                                                                 |
| 현대 유니콘스   | 이대환 | 춘천고등학교         | 투수   | 동국대학교 진학                                                                 |
| 현대 유니콘스   | 강귀태 | 동산고등학교         | 포수   | 동국대학교 진학                                                                 |

## 2차 지명
2차 지명 구단 순서는 1997년 리그 순위의 역순이다.
※이름에 가로줄이 그어진 것은 구단이 해당 선수에 대한 지명권을 포기했음을 의미함.
| 지명 순위 | 롯데                      | 한화                   | 현대                   | OB                        | 삼성                   | 쌍방울                 | LG                     | 해태                   |
| --------- | ------------------------- | ---------------------- | ---------------------- | ------------------------- | ---------------------- | ---------------------- | ---------------------- | ---------------------- |
| 1         | 손인호 (고려대,외야)      | 신경현 (동국대,포수)   | 홍민구 (한양대,투수)   | 송원국 (광주일고,내야)    | 김수관 (한양대,내야)   | 윤재국 (경남대,외야)   | 김경태 (희대,투수)     | 소소경 (대구고,투수)   |
| 2         | 서한규 (홍익대-상무,내야) | 김장백 (연세대,투수)   | 이학균 (한양대,내야)   | 이혜천 (부산상고,투수)    | 박영진 (경남고,투수)   | 고승환 (경성대,투수)   | 박선규 (동아대,외야)   | 방수환 (동국대,외야)   |
| 3         | 전용종 (경동고,투수)      | 김기성 (원광대,외야)   | 채종국 (연세대,내야)   | 김지훈 (고려대-상무,포수) | 이복연 (영남대,내야)   | 윤석권 (성균관대,내야) | 서승화 (대전고,투수)   | 엄병열 (중앙대,투수)   |
| 4         | 손용수 (휘문고,내야)      | 정주용 (인하대,투수)   | 김민우 (부천고,내야)   | 김주용 (성남고,투수)      | 현재윤 (신일고,포수)   | 이병수 (홍익대,투수)   | 김용우 (인천고,내야)   | 이우석 (인하대,내야)   |
| 5         | 엄정대 (건국대,외야)      | 채상병 (휘문고,포수)   | 조용준 (효천고,투수)   | 이영일 (경남상고,투수)    | 정찬민 (경동고,투수)   | 강민규 (원광대,외야)   | 김성준 (경남고,투수)   | 윤호석 (성남고,투수)   |
| 6         | 한상훈 (천안북일,투수)    | 심재윤 (인하대,내야)   | 문정환 (인천고,투수)   | 오세학 (경동고,포수)      | 최부락 (중앙대,투수)   | 김상호 (중앙대,내야)   | 변인재 (배재고,투수)   | 김민주 (경북고,외야)   |
| 7         | 김문식 (서울고,외야)      | 김도윤 (원광대,내야)   | 조재호 (서울고,외야)   | 유석호 (부천고,내야)      | 권오원 (부산상고,투수) | 이용석 (장충고,내야)   | 신상호 (중앙고,외야)   | 유광일 (효천고,투수)   |
| 8         | 노은성 (공주고,투수)      | 김기연 (천안북일,내야) | 김홍기 (마산고,투수)   | 박세훈 (동산고,내야)      | 천재영 (한양대,투수)   | 오충원 (홍익대,외야)   | 김세중 (충암고,내야)   | 홍석룡 (배재고,투수)   |
| 9         | 김정현 (마산상고,내야)    | 이용섭 (청원정보,투수) | 박우호 (공주고,외야)   | 조은진 (원광대,외야)      | 박재완 (경북고,내야)   | 김대홍 (배명고,투수)   | 김광우 (광주일고,투수) | 김대남 (대전고,포수)   |
| 10        | 이용주 (배명고,투수)      | 마정길 (청주기공,투수) | 서정수 (청원정보,투수) | 유병목 (성남고,투수)      | 김정태 (경북고,내야)   | 김경진 (경희대,내야)   | 이상우 (인천고,포수)   | 서재환 (인하대,외야)   |
| 11        | 윤지환 (중앙대,내야)      | 박성창 (경북고,내야)   | 석경일 (경남상고,내야) | 이재우 (휘문고,내야)      | 김진구 (영남대,투수)   | 김석 (경성대,외야)     | 이기중 (제주전문,내야) | 임동진 (대전고,외야)   |
| 12        | 임근민 (경성대,외야)      | 최동연 (대전고,내야)   | 이정훈 (홍익대,외야)   | 구판진 (장충고,내야)      | 김민수 (휘문고,투수)   | 최근혁 (군산상고,투수) | 추승우 (청주기공,내야) | 임근수 (청주기공,투수) |